# McLaren MCL35
La McLaren MCL35 è una monoposto di Formula 1, costruita dalla casa automobilistica inglese McLaren per partecipare al campionato mondiale di Formula 1 2020.
La vettura è stata presentata il 13 febbraio 2020.

## Livrea

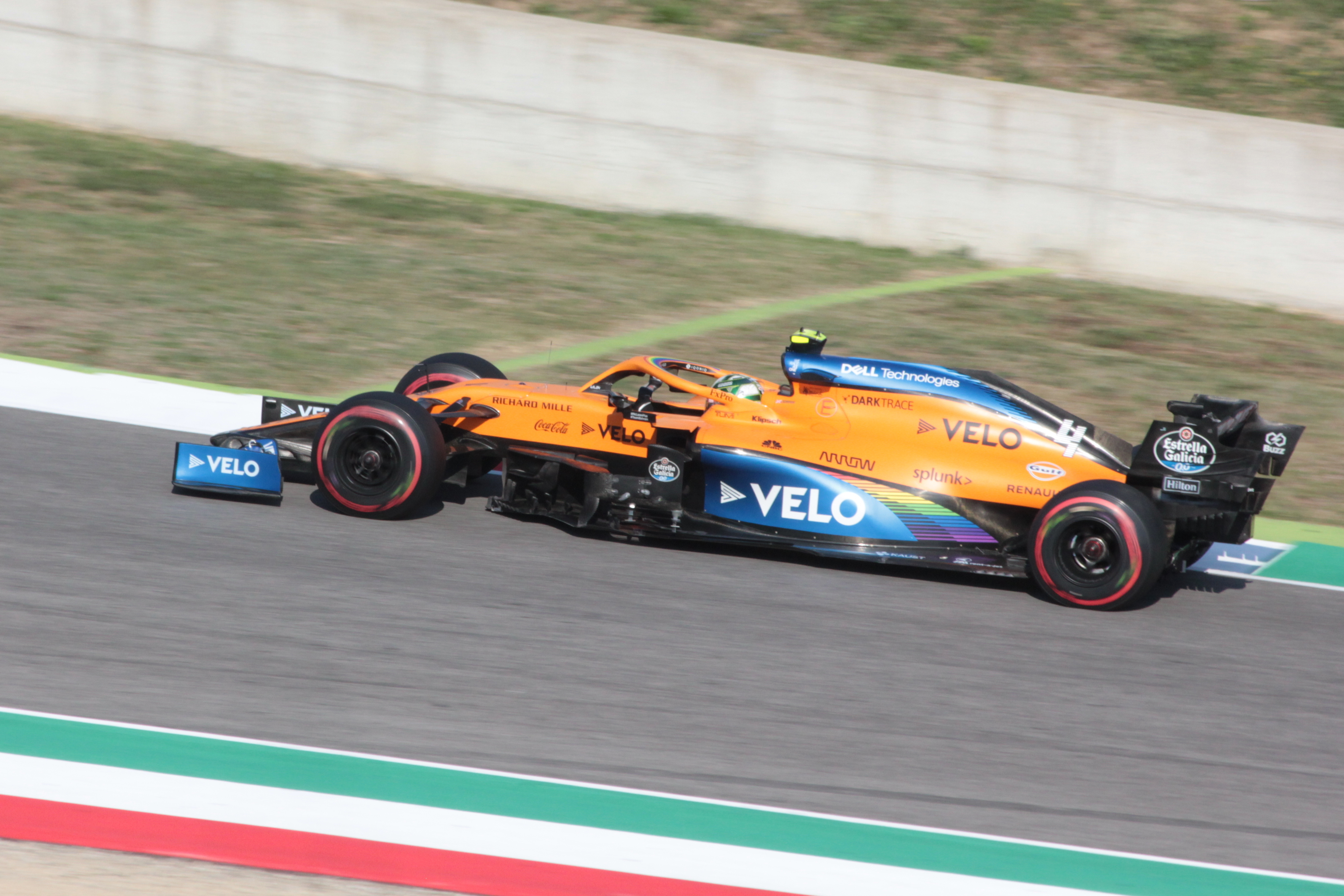
Norris durante il Gran Premio della Toscana 2020.

La MCL35 conferma i colori della precedente MCL34, rendendoli però maggiormente opachi e modificandone la disposizione: il blu è presente in corrispondenza delle pance e della parte superiore della monoposto, a partire dall'airscope, mentre lo storico papaya di casa McLaren rimane la tinta principale ed è maggiormente presente sulla parte posteriore. Con tali dettagli, la MCL35 si sarebbe dovuta presentare al via del campionato, il 15 marzo 2020 a Melbourne.
Tuttavia, con la sopraggiunta pandemia di COVID-19 che annulla la tappa australiana e posticipa l'inizio della stagione, e soprattutto alla luce delle crescenti proteste razziali, la scuderia decide di aggiornare la livrea della MCL35. Presentata nel luglio 2020, pochi giorni prima del nuovo via alla stagione, ora calendarizzato per Spielberg, la nuova livrea si rifà grossomodo alla precedente, ma ora mostra alcuni nuovi dettagli arcobaleno sulle pance e sul cofano motore. Dal Gran Premio di Silverstone appare inoltre il marchio Gulf sul retrotreno, a seguito dell'accordo di sponsorizzazione con il marchio petrolifero (questo sebbene il fornitore di carburanti della monoposto sia la BP).

## Caratteristiche
Rispetto a quella dell'anno scorso, la MCL35 ha un interasse rivisto. Ci sono stati numerosi interventi aerodinamici nelle varie zone e sul layout. Anche il muso è stato rivisto, che ora è più stretto e rastremato. La carrozzeria è la parte più evidente cambiata, partendo dalle pance laterali che sono più strette. Anche le sospensioni posteriori sono cambiate e fa sì che sia in linea col pacchetto di modifiche apportate a tutta la monoposto, questa soluzione migliora l'aderenza meccanica. Il lavoro si è concentrato maggiormente sulle paratie laterali, condotti d'aria, layout di scarico e al sistema di raffreddamento.

## Carriera agonistica

### Test
I piloti chiamati a guidare la vettura durante le sei differenti giornate di test sono i due piloti titolari per la stagione, Carlos Sainz Jr. e Lando Norris. Alla fine della prima giornata di test, il pilota spagnolo si piazza al sesto posto con un tempo di 1'17"842, fatto registrare con gomme medie C3. Norris prende la guida della monoposto durante la seconda giornata, dove si rende protagonista di numerosi giri (137) finalizzati alla scoperta dell'affidabilità della power unit Renault. L'ultima giornata della prima sessione vede i due piloti alternarsi alla guida, con Sainz Jr. e Norris concludere rispettivamente all'undicesimo e quattordicesimo posto. 
Con l'apertura della seconda sessione di test si ripresenta l'alternanza tra i due piloti titolari: in questo caso il pilota inglese termina diciassettesimo con gomme dure C2, mentre quello spagnolo dodicesimo con gomme medie C3. Questa giornata è caratterizzata da alcuni problemi per il team, che completa un esiguo numero di giri. La quinta giornata, che vede svettare in cima alla colonnina dei tempi Sebastian Vettel su Ferrari, si conclude con Norris che, con un tempo di 1'17"573, si pone a circa sette decimi di secondo dal pilota tedesco con due mescole di svantaggio.	 I test prestagionali si concludono con Carlos Sainz Jr. che, montando gomme morbide C4, fa segnare un tempo di 1'16"820, distaccato di circa sei decimi dal primatista Bottas, che però ha concluso il suo giro con una mescola di vantaggio.

### Stagione
La vettura si dimostra subito competitiva, permettendo a Lando Norris di qualificarsi in quarta posizione per il Gran Premio d'Austria, poi divenuta terza per una penalità a Lewis Hamilton. Si tratta della miglior posizione in griglia per una McLaren dal 2016. In gara Hamilton viene penalizzato nuovamente, Norris arriva quindi terzo e conquista il suo primo podio in Formula 1, oltre al suo primo giro veloce. Carlos Sainz Jr. completa la giornata con un quinto posto. Lo spagnolo si qualifica terzo nel successivo Gran Premio di Stiria. In gara conclude solo nono, ma fa segnare il nuovo record della pista, mentre Norris sorpassa entrambe le Racing Point nell'ultimo giro e arriva quinto. In Ungheria la squadra ottiene due punti con Sainz, mentre a Silverstone Norris taglia il traguardo in una buona quinta posizione. Sainz, invece, fora una gomma mentre si trova al quarto posto, venendo classificato tredicesimo. La settimana seguente nel Gran Premio del 70º anniversario, la McLaren risulta meno competitiva, strappando solo un nono posto con Norris.
Al Gran Premio di Spagna il team ottiene altri punti, con Sainz e Norris che chiudono rispettivamente sesto e decimo, mentre in Belgio è solo Norris a far segnare punti, arrivando settimo. Sainz, intanto, non riesce nemmeno a prendere parte alla gara per problemi alla power unit. Partiti terzo e sesto al Gran Premio d'Italia, Sainz e Norris si portarono in seconda e terza posizione nella prima parte di gara. Tuttavia, le bandiere gialle e rosse provocate da Kevin Magnussen e Charles Leclerc fanno perdere ad entrambi diverse posizioni. Norris risalirà fino alla quarta posizione, mentre Sainz arriva persino vicino alla vittoria della gara, non riuscendo però a sorpassare Pierre Gasly negli ultimi giri. Il Gran Premio di Toscana vede Sainz ritirarsi per un contatto con Antonio Giovinazzi e Norris concludere al sesto posto. Dopo questa gara, la McLaren ha superato i 100 punti in classifica costruttori, e ha dunque molti più punti di quelli che aveva dopo lo stesso numero di gare nel 2019.
Dopo un anonimo Gran Premio di Russia, unica gara della stagione in cui la scuderia non ottiene punti, la McLaren si riscatta parzialmente nel Gran Premio dell'Eifel grazie al quinto posto di Sainz. Tuttavia Norris, mentre si trova in terza posizione, ha dei problemi sul propulsore Renault che lo costringono prima a cedere diverse posizioni e poi al definitivo ritiro. La McLaren perde così il terzo posto in classifica costruttori a favore della Racing Point. Entrambi i piloti partono bene in Portogallo; Sainz partito settimo, si porta in testa tra il secondo e il quinto giro, salvo poi finire sesto, mentre la gara di Norris è rovinata da un contatto con Lance Stroll. Il britannico non va oltre il 13º posto.
Altri punti arrivano nel Gran Premio dell'Emilia Romagna, con Sainz che arriva settimo e Norris ottavo. In Turchia Sainz rimonta dalla quindicesima alla quinta posizione, mentre Norris, ottavo, centra il giro veloce. Dopo questa gara, la McLaren ha totalizzato 149 punti, più che nell'intero 2019. Nonostante una qualifica non ottima, il Gran Premio del Bahrain vede Norris e Sainz tagliare il traguardo in quarta e quinta posizione. Un ulteriore quarto posto arriva con Sainz al Gran Premio di Sakhir, con Norris decimo sotto la bandiera a scacchi. Grazie al sesto e al quinto posto ottenuti da Sainz e Norris nel Gran Premio di Abu Dhabi e al contemporaneo ritiro di Sergio Pérez, la McLaren conclude il mondiale con 202 punti in terza posizione, miglior risultato dal 2012. Per quanto riguarda la classifica piloti, Sainz Jr. replica il suo miglior risultato in carriera ottenuto il campionato precedente, posizionandosi sesto e sopravanzando grazie al secondo posto ottenuto in Italia il pilota Red Bull Albon, arrivato a pari punti (105) con lo spagnolo. Norris si piazza nono, suo miglior risultato finora, ad un solo punto da Charles Leclerc fermatosi a 98 punti iridati.
La MCL35 è stata raramente la terza vettura più veloce in pista: la Racing Point sarebbe in realtà arrivata terza nella classifica costruttori, ma ha dovuto scontare 15 punti di penalità. Anche la Renault si è dimostrata spesso una vettura più veloce della McLaren, il cui punto di forza è stata soprattutto la costanza e la bravura dei piloti nell'ottenere piazzamenti di rilievo.

## Piloti
| Piloti ufficiali       | Piloti ufficiali  | Piloti ufficiali  |
| Nazione                | Nome              | Numero            |
| ---------------------- | ----------------- | ----------------- |
| Spagna (bandiera)      | Carlos Sainz Jr.  | 55                |
| Regno Unito (bandiera) | Lando Norris      | 4                 |
| Piloti di riserva      |                   |                   |
| Nazione                | Nome              | Numero            |
| Regno Unito (bandiera) | Oliver Turvey     | Oliver Turvey     |
| Regno Unito (bandiera) | Paul di Resta     | Paul di Resta     |
| Belgio (bandiera)      | Stoffel Vandoorne | 22                |
| Messico (bandiera)     | Esteban Gutiérrez | Esteban Gutiérrez |
| Regno Unito (bandiera) | Will Stevens      | Will Stevens      |

## Risultati in Formula 1
| Anno | Team    | Motore  | Gomme | Piloti    |   |   |    |    |    |    |    |   |     |     |     |    |   |   |   |    |   | Punti | Pos. |
| ---- | ------- | ------- | ----- | --------- | - | - | -- | -- | -- | -- | -- | - | --- | --- | --- | -- | - | - | - | -- | - | ----- | ---- |
| 2020 | McLaren | Renault | P     | Sainz Jr. | 5 | 9 | 9  | 13 | 13 | 6  | NP | 2 | Rit | Rit | 5   | 6  | 7 | 5 | 5 | 4  | 6 | 202   | 3º   |
| 2020 | McLaren | Renault | P     | Norris    | 3 | 5 | 13 | 5  | 9  | 10 | 7  | 4 | 6   | 15  | Rit | 13 | 8 | 8 | 4 | 10 | 5 | 202   | 3º   |

| Legenda | 1º posto     | 2º posto | 3º posto    | A punti         | Senza punti/Non class.  | Grassetto – Pole position Corsivo – Giro più veloce |
| Legenda | Squalificato | Ritirato | Non partito | Non qualificato | Solo prove/Terzo pilota | Grassetto – Pole position Corsivo – Giro più veloce |